# Боровуха (Гомельская область)
Борову́ха (бел. Баравуха) — посёлок в Пиревичском сельсовете Жлобинского района Гомельской области Белоруссии.
Кругом лес.

## География

### Расположение
В 23 км на юго-восток от Жлобина, в 17 км от железнодорожной станции Салтановка (на линии Жлобин — Гомель), в 66 км от Гомеля. В 3 км на восток от места впадения реки Окры в Днепр.

## Транспортная сеть
Транспортное сообщение по просёлочной, а затем автомобильной дороге Бобруйск — Гомель. Планировка состоит из чуть изогнутой меридиональной улицы, застроенной неплотно деревянными усадьбами.

## История
Основана в начале XX века переселенцами из соседних деревень. В 1931 году жители вступили в колхоз. 2 жителя погибли во время Великой Отечественной войны. Согласно переписи 1959 года в составе совхоза «Скепнянский» (центр — деревня Скепня).

## Население

### Численность
- 2004 год — 9 хозяйств, 11 жителей.

### Динамика
- 1925 год — 16 дворов.
- 1959 год — 84 жителя (согласно переписи).
- 2004 год — 9 хозяйств, 11 жителей.